# Capitulare de villis vel curtis imperii

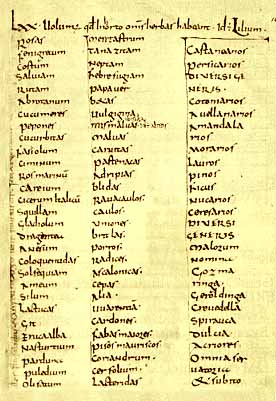
Capítulo LXX de los "Capitulare de villis vel curtis imperii"

Capitulare de villis vel curtis imperii (o imperialibus) ("Capitular de los pueblos o cortes del imperio", en español) es un acta legislativa (capitular) que data de finales del siglo VIII o de principios del siglo IX. En esta, Carlomagno, dirigiéndose a sus villici, los gobernadores de sus dominios (villæ, villis), decreta un determinado número de observaciones y reglas. Este no actúa (como a menudo se dice) como simples recomendaciones, sino como normas sancionadoras estrictas (multas, revocación, encarcelamiento, destierro…) ya que este texto es un real decreto que incluía la concreta aplicación que sería controlada in situ por los missi dominici (“los enviados del Señor”).
Aunque no puede reducirse, por supuesto, a ellos, este texto es conocido sobre todo por sus capítulos (artículos) 43, 62 y, sobre todo, el 70, que contiene la lista de un centenar de plantas, árboles, arbustos o simples hierbas de las que ordena que se cultiven en los jardines reales. Por esta larga resolución de 120 artículos (los famosos capitulæ), Carlomagno intentó, ocho siglos antes que Sully, reformar enteramente la agricultura y la administración de sus inmensos dominios, ya que estos se extendían desde Alemania hasta España.

## Alcuino, posible autor
El autor y la fecha de este largo texto, cuyo único ejemplar  existente conocido se conserva en la Biblioteca de Wolfenbüttel en Alemania, son desconocidos como sucede a menudo en el caso de los manuscritos carolingios.
Está claro que este texto, verdadera suma técnica de una cuarentena de páginas, no pudo ser escrito en toda su extensión por Carlomagno, pero refleja su voluntad política, económica y cultural. Sin embargo, algunos autores piensan que habría podido participar en algunos artículos, como el de la montería o el de la cetrería.[cita requerida]
Este texto, que se interesa y describe minuciosamente miles de cosas y actividades (los oficios, tejidos, la caza, la carnicería, la medicina, la botánica, la agricultura, la alimentación, así como la autoridad atribuida a la reina, la enseñanza y la creación de escuelas, etcétera) es evidentemente una obra que no pudo escribirla un solo hombre, sino que fue obra de un equipo completo. Se trata pues de una obra colectiva, una de las primeras en su clase.[cita requerida]
Sin embargo, si se intenta asignar una autoría a este famoso capitular, se debe señalar a los eruditos más importantes de la época, entre los que destacan sin duda los monjes. Según los especialistas de la cuestión, sería en su mayor parte la obra de un gran escriba e intelectual de la época; actualmente se cree que se trataría de Alcuino de York.[cita requerida]

## El artículo 70
Aunque la identificación de las especies precisas no sea siempre fácil, la larga enumeración de las 94 plantas (73 hierbas, 16 árboles frutales, 5 plantas textiles y tintóreas) que los dominios reales tienen el deber de cultivar, contenida en los capítulos 43, 62 y sobre todo el capítulo 70, da indicaciones precisas sobre los frutos y verduras cultivadas en la época en países tales como Francia.

### Las hierbas
Cap. 70. Queremos que se cultiven en el jardín todas las plantas, a saber:

## Lista de plantas
| Nr. | Nombre en latín en el Capitulare | Nombre científico (familia)                                                 | Nombre español            |
| --- | -------------------------------- | --------------------------------------------------------------------------- | ------------------------- |
| 1a  | lilium                           | Iris germanica L. (Iridaceae)                                               | Lirio                     |
| 1b  | lilium                           | Lilium candidum L. (Liliaceae)                                              | Azucena                   |
| 2   | rosas                            | Rosa canina L. (Rosaceae)                                                   | Rosa silvestre            |
| 3   | fenigrecum                       | Trigonella foenum-graecum L. (Fabaceae)                                     | Alholva                   |
| 4a  | costum                           | Saussurea costus (Falc.) Lipschitz (Asteraceae)                             | Sausurea                  |
| 4b  | costum                           | Tanacetum balsamita L. (Asteraceae)                                         | Balsamita                 |
| 5   | salviam                          | Salvia officinalis L. (Lamiaceae)                                           | Salvia de jardín          |
| 6   | rutam                            | Ruta graveolens L. (Rutaceae)                                               | Ruda                      |
| 7   | abrotanum                        | Artemisia abrotanum L. (Asteraceae)                                         | Abrótano Macho            |
| 8   | cucumeres                        | Cucumis sativus L. (Cucurbitaceae)                                          | Pepino                    |
| 9   | pepones                          | Cucumis melo L. (Cucurbitaceae)                                             | Melón                     |
| 10  | cucurbitas                       | Cucurbita lagenaria L. = Lagenaria siceraria (Mol.) Standl. (Cucurbitaceae) | Calabaza                  |
| 11a | fasiolum                         | Vigna unguiculata (L.) Walp. (Fabaceae)                                     | Dólico de aceite negro    |
| 11b | fasiolum                         | Dolichos lablab L. (Fabaceae) = D. purpureus (L.) Sweet                     | Fríjol de Egipto          |
| 12  | ciminum                          | Cuminum cyminum L. (Apiaceae)                                               | Comino                    |
| 13  | ros marinum                      | Salvia rosmarinus Spenn. (Lamiaceae)                                        | Romero                    |
| 14  | careium                          | Carum carvi L. (Apiaceae)                                                   | Alcaravea                 |
| 15  | cicerum italicum                 | Cicer arietinum L. (Fabaceae)                                               | Garbanzo                  |
| 16  | squillam                         | Urginea maritima (L.) Baker (Hyacinthaceae)                                 | Cebolla albarrana         |
| 17  | gladiolum                        | Gladiolus italicus Mill. (Iridaceae)                                        | Gladiolo                  |
| 18a | dragantea                        | Polygonum bistorta L. (Polygonaceae)                                        | Bistorta                  |
| 18b | dragantea                        | Artemisia dracunculus L. (Asteraceae)                                       | Estragón                  |
| 19  | anesum                           | Pimpinella anisum L. (Apiaceae)                                             | Anís                      |
| 20a | coloquentidas                    | Citrullus colocynthis (L.) Schrad. (Cucurbitaceae)                          | Coloquíntida              |
| 20b | coloquentidas                    | Bryonia alba L. (Cucurbitaceae)                                             | Brionia                   |
| 21a | solsequiam                       | Heliotropium europaeum L. (Boraginaceae)                                    | Verrucaria                |
| 21b | solsequiam                       | Calendula officinalis L. (Asteraceae)                                       | Calédula                  |
| 21c | solsequiam                       | Cichorium intybus (Asteraceae)                                              | Achicoria                 |
| 22a | ameum                            | Ammi copticum L. = Trachyspermum ammi (L.) Sprague (Apiaceae)               | Visnaga                   |
| 22b | ameum                            | Meum athamanticum Jacq. (Apiaceae)                                          | Perejil de montaña        |
| 23  | silum                            | Laserpitium siler L. (Apiaceae)                                             | Laserpitium               |
| 24a | lactucas                         | Lactuca sativa L. (Asteraceae)                                              | Lechuga                   |
| 24b | lactucas                         | Lactuca virosa L. (Asteraceae)                                              | Lechuga silvestre         |
| 25  | git                              | Nigella sativa L. (Ranunculaceae)                                           | Ajenúz                    |
| 26  | eruca alba                       | Eruca sativa Mill. (Brassicaceae)                                           | Rúcula                    |
| 27  | nasturtium                       | Nasturtium officinale R.Br. (Brassicaceae)                                  | Berro                     |
| 28  | parduna                          | Arctium lappa L. (Asteraceae)                                               | Bardana                   |
| 29  | puledium                         | Mentha pulegium L. (Lamiaceae)                                              | Poleo                     |
| 30a | olisatum                         | Angelica archangelica L. (Apiaceae)                                         | Hierba del Espíritu Santo |
| 30b | olisatum                         | Smyrnium olusatrum L. (Apiaceae)                                            | Smyrnium                  |
| 31  | petresilinum                     | Petroselinum crispum (Mill.) Nym. ex A.W.Hill (Apiaceae)                    | Perejil                   |
| 32  | apium                            | Apium graveolens L. (Apiaceae)                                              | Apio                      |
| 33a | levisticum                       | Ligusticum mutellina (L.) Crantz (Apiaceae)                                 | Verdura de la madre       |
| 33b | levisticum                       | Levisticum officinale W.D.J.Koch (Apiaceae)                                 | Apio de monte             |
| 34  | savinam                          | Juniperus sabina L. (Cupressaceae)                                          | Sabina                    |
| 35  | anetum                           | Anethum graveolens L. (Apiaceae)                                            | Eneldo                    |
| 36  | fenicolum                        | Foeniculum vulgare Mill. (Apiaceae)                                         | Hinojo                    |
| 37  | intubas                          | Cichorium intybus L. (Asteraceae)                                           | Achicoria                 |
| 38  | diptamnum                        | Dictamnus albus L. (Rutaceae)                                               | Herba gitanera            |
| 39  | sinape                           | Sinapis alba L. (Brassicaceae)                                              | Mostaza blanca            |
| 40  | satureiam                        | Satureja hortensis L. (Lamiaceae)                                           | Ajedrea                   |
| 41  | sisimbrium                       | Mentha aquatica L. (Lamiaceae)                                              | Menta acuática            |
| 42  | mentam                           | Mentha spicata L. (Lamiaceae)                                               | Hierbabuena               |
| 43  | mentastrum                       | Mentha longifolia L. (Lamiaceae)                                            | Menta de caballo          |
| 44  | tanazitam                        | Tanacetum vulgare L. (Asteraceae)                                           | Tanaceto                  |
| 45  | neptam                           | Nepeta cataria L. (Lamiaceae)                                               | Menta de gato             |
| 46a | febrefugiam                      | Centaurium erythraea Rafn (Gentianaceae)                                    | Centáurea menor           |
| 46b | febrefugiam                      | Tanacetum parthenium (L.) Schultz Bip. (Asteraceae)                         | Hierba santa              |
| 47  | papaver                          | Papaver somniferum L. (Papaveraceae)                                        | Adormidera                |
| 48  | betas                            | Beta vulgaris L. ssp. vulgaris convar. cicla (L.) Alef (Chenopodiaceae)     | Acelga                    |
| 49  | vulgigina                        | Asarum europaeum L. (Aristolochiaceae)                                      | Ásaro                     |
|     | mismalvas                        |                                                                             | Malvas                    |
| 50  | altaea                           | Althaea officinalis L. (Malvaceae)                                          | Altea                     |
| 51  | malvas                           | Malva sylvestris L. (Malvaceae)                                             | Malva silvestre           |
| 52  | carvitas                         | Daucus carota L. (Apiaceae)                                                 | Zanahoria                 |
| 53  | pastenacas                       | Pastinaca sativa L. (Apiaceae)                                              | Pastinaca                 |
| 54  | adripias                         | Atriplex hortensis L. (Chenopodiaceae)                                      | Armuelle                  |
| 55  | blidas                           | Amaranthus blitum L. (Chenopodiaceae)                                       | Amaranto                  |
| 56a | ravacaulos                       | Brassica rapa L. emend. Metzg. ssp. rapa (Brassicaceae)                     | Rábano blanco             |
| 56b | ravacaulos                       | Brassica oleracea var. gongylodes L. (Brassicaceae)                         | Colirábano                |
| 57  | caulos                           | Brassica oleracea L. (Brassicaceae)                                         | Col                       |
| 58a | uniones                          | Allium fistulosum L. (Alliaceae)                                            | Cebolleta                 |
| 58b | uniones                          | Allium ursinum L. (Alliaceae)                                               | Ajo de oso                |
| 59  | britlas                          | Allium schoenoprasum L. (Alliaceae)                                         | Cebollino                 |
| 60  | porros                           | Allium porrum L. (Alliaceae)                                                | Ajo porro                 |
| 61  | radices                          | Raphanus sativus L. var. niger (Brassicaceae)                               | Rábano                    |
| 62  | ascalonias                       | Allium cepa L. var. ascalonicum (Alliaceae)                                 | Chalota                   |
| 63  | cepas                            | Allium cepa L. var cepa (Alliaceae)                                         | Cebolla                   |
| 64  | alia                             | Allium sativum L. (Alliaceae)                                               | Ajo                       |
| 65  | warentiam                        | Rubia tinctorum L. (Rubiaceae)                                              | Rubia roja                |
| 66a | cardones                         | Dipsacus sativus (L.) Scholl. (Dipsacaceae)                                 | Cardo de los cardadores   |
| 66b | cardones                         | Cynara cardunculus L. (Asteraceae)                                          | Cardo                     |
| 67  | fabas maiores                    | Vicia faba L. (Fabaceae)                                                    | Habas                     |
| 68  | pisos Mauriscos                  | Pisum sativum L. (Fabaceae)                                                 | Guisante                  |
| 69  | coriandrum                       | Coriandrum sativum L. (Apiaceae)                                            | Cilantro                  |
| 70  | cerfolium                        | Anthriscus cerefolium (L.) Hoffm. (Apiaceae)                                | Perifollo                 |
| 71  | lacteridas                       | Euphorbia lathyris L. (Euphorbiaceae)                                       | Tártago                   |
| 72  | sclareiam                        | Salvia sclarea L. (Lamiaceae)                                               | Salvia sclarea            |
| 73  | Jovis barbam                     | Sempervivum tectorum L. (Crassulaceae)                                      | Siempreviva               |

| Nr. | Nombre en latín en el Capitulare | Nombre científico (familia)                     | Nombre español                    |
| --- | -------------------------------- | ----------------------------------------------- | --------------------------------- |
| 74a | pomarios                         | div. especies Malus domestica Borkh. (Rosaceae) | Manzano                           |
| 74b | pomarios                         | Citrus aurantium L. (Rutaceae)                  | Naranja amarga                    |
| 76  | prunarios                        | Prunus domestica L. (Rosaceae)                  | Ciruelo                           |
| 77  | sorbarios                        | Sorbus domestica Borkh. (Rosaceae)              | Serbal                            |
| 78  | mespilarios                      | Mespilus germanica L. (Rosaceae)                | Níspero alemán                    |
| 79  | castanarios                      | Castanea sativa Mill. (Fagaceae)                | Castaño                           |
| 80  | persicarios                      | Prunus persica (L.) Batsch (Rosaceae)           | Melocotonero                      |
| 81  | cotoniarios                      | Cydonia oblonga Mill. (Rosaceae)                | Membrillero                       |
| 82  | avellanarios                     | Corylus avellana L. (Betulaceae)                | Avellano                          |
| 83  | amandalarios                     | Prunus dulcis (Mill.) D.A.Webb (Rosaceae)       | Almendro                          |
| 84  | morarios                         | Morus nigra L. (Moraceae)                       | Morera                            |
| 85  | lauros                           | Laurus nobilis L. (Lauraceae)                   | Laurel                            |
| 86  | pinos                            | Pinus pinea L. (Pinaceae)                       | Pinos                             |
| 87  | ficus                            | Ficus carica L. (Moraceae)                      | Higuera                           |
| 88  | nucarios                         | Juglans regia L. (Juglandaceae)                 | Nogal                             |
| 89a | ceresarios                       | Prunus avium L. (Rosaceae)                      | Cerezo dulce                      |
| 89b | ceresarios                       | Prunus cerasus L. (Rosaceae)                    | Guindo, cerezo ácido              |
| 90  | malorum nomina                   | Especie de Manzano                              | especie de manzano                |
| a   | gozmaringa                       |                                                 | "Gosmaringa" (especie de manzana) |
| b   | geroldinga                       |                                                 | "Geroldinga" (especie de manzana) |
| c   | crevedella                       |                                                 | "Crevedella" (especie de manzana) |
| d   | sperauca                         |                                                 | "Esperauca" (especie de manzana)  |

Y que el jardinero tenga sobre su casa siemprevivas.
Así pues, por primera vez se nombran claramente los distintos jardines de los monjes y se sitúan en el espacio; así mismo se enumeran sus atribuciones y se define su contenido. Se obtienen así tres clases de jardines diferentes:
- El herbularius o jardín de los simples : es en general, y a la vez, un jardín de plantas medicinales, aromáticas y condimentarias, por la simple razón que la mayoría de las plantas alimentarias son también remedios;
- El hortus o huerto : (literalmente el "encerrado") ;
- El viridarium o huerta: en el que se cultiva vid, setos y bojes, puede también evolucionar en jardín de autorización. Debe contener varios ejemplares de los 16 siguientes árboles frutales: nogal, avellano, manzano, peral, ciruelo, serbal, níspero, castaño, melocotonero, membrillo, almendro, morera, laurel, pino, higuera, cerezo.

Sin embargo los monjes sabían también que podían cultivar ruibarbos al pie de los nogales y hacer enredar la vid en los manzanos…

## El capitulaire De Villis de nuestros días
Actualmente muchos monasterios poseen un jardín (más o menos) conforme al capitular. Citemos, además de Corbie
- el jardín de la Abadía de San Galo en Suiza, data del siglo IX;
- el jardin carolingio de Melle, situado en Melle (en Deux-Sèvres, en el yacimiento arqueológico de las antiguas minas de plata de los reyes francos), es una reconstrucción de los jardines del tiempo carolingio. Los cultivos se inspiran en el capitular De Villis mientras que el trazado del jardín es a imagen del jardín del monasterio de Saint-Gall.
- el jardín Botánico de Aquisgrán.